# Family Jewels
Family Jewels er en dobbelt opsamlings-DVD med AC/DC's musikvideoer. Musikvideoerne til de kendte sange er i kronologisk rækkefølge.
Hele disk 1 er med numre fra Bon Scott-æraen (1973-1979) mens disk 2 er med numre fra Brian Johnson-æraen (1980-)
| Musik | Spire Denne musikartikel er en spire som bør udbygges. Du er velkommen til at hjælpe Wikipedia ved at udvide den. |